# Sylvia Falls
Die Sylvia Falls sind ein Wasserfall im Hurunui District in der Region Canterbury auf der Südinsel Neuseelands. Nördlich der Ortschaft Boyle Village liegt er im Lauf des Sylvia Stream, der kurz hinter dem Wasserfall am New Zealand State Highway 7 in südlicher Fließrichtung in den Lewis River mündet. Seine Fallhöhe beträgt rund 10 Meter.